# Styltsländor
Styltsländor (Bittacidae) är en familj i insektsordningen näbbsländor som innehåller omkring 170 kända arter över hela världen. Flest arter finns det på det södra halvklotet i tropiskt eller subtropiskt klimat och i norra Nordamerika, Europa och Asien saknas de. Det största släktet är Bittacus, som innehåller nästan två tredjedelar av alla kända arter och det är även det släkte som har den geografiskt vidaste utbredningen.
Styltsländor är 15 till 40 millimeter stora insekter med en lång, smal bakkropp, långa ben och smala vingar. De påminner till utseendet ofta något om harkrankar, men kan enkelt skiljas från dessa genom att de har fyra vingar istället för två. Som hos andra näbbsländor har huvudet också en näbbliknande förlängning i vars spets mundelarna sitter. På varje fot, eller tars, finns en klo och styltsländorna har därför svårt att gå på plana ytor, utan hänger istället i vegetationen.
Som fullbildade insekter är styltsländorna rovdjur som tar andra, mindre insekter och bytena fångas ofta med bakbenen. 

## Släkten
(Antal arter inom parentes)
- Anabittacus (1)
- Anomalobittacus (1)
- Apterobittacus (1)
- Austrobittacus (1)
- Bittacus (124)
- Edriobittacus (1)
- Harpobittacus (12)
- Hylobittacus (1)
- Issikiella (5)
- Kalobittacus (8)
- Nannobittacus (4)
- Neobittacus (2)
- Orobittacus (1)
- Pazius (8)
- Symbittacus (1)
- Tytthobittacus (1)